# Je danse
Je danse är en låt framförd av den franska sångerskan Jenifer. Den är skriven av Chat, Florent Lyonnet och Siméo. CD-singeln släpptes den 20 september 2010 och låten släpptes även för digital nedladdning den 27 september. Låten var med på Jenifers fjärde studioalbum Appelle-moi Jen som släpptes den 22 november samma år.
Singeln debuterade på tjugonionde plats på den franska singellistan och låg totalt 9 veckor på listan. Låten blev mer framgångsrik i Vallonien och låg där totalt 23 veckor på den belgiska singellistan där den nådde tredje plats som bäst. Den tillhörande musikvideon till låten hade nästan 200 000 visningar på Youtube i mars 2013.

## Listplaceringar
| Lista               | Topplacering |
| ------------------- | ------------ |
| Belgien (Vallonien) | 3            |
| Frankrike           | 29           |